# Elecciones generales de Liberia de 1985
Las elecciones generales de Liberia de 1985 se celebraron el 15 de octubre del mencionado año para retornar al país a un gobierno constitucional después del Golpe de Estado dirigido por Samuel Doe que derrocó al régimen de William R. Tolbert y el Partido Whig Auténtico, poniendo fin a más de cien años de dominio político autoritario de este partido. Se debía elegir al Presidente de la República para el período 1986-1992 y a los miembros de la Cámara de Representantes y el Senado.
Estas serían las primeras elecciones bajo la nueva constitución de 1984 (redactara por una asamblea cívico-militar), que estipulaba un límite de dos mandatos para la presidencia, preveía una segunda vuelta electoral, garantizaba el sufragio universal y la política multipartidista. Cuatro partidos políticos participaron en estas elecciones: el Partido Nacional Democrático (NDP), el Partido de Acción Liberiana (LAP), el Partido de la Unidad (UP) y el Partido de la Unificación de Liberia. El propio Samuel Doe, que ejercía la jefatura de estado de facto del país, se presentó en los comicios por el Partido Nacional Democrático para un mandato completo. Sin embargo, las elecciones no fueron consideradas ni libres ni justas, y estuvieron empañadas por diversas acusaciones de manipulación y fraude electoral generalizado.
Los resultados oficiales mostraron que Doe ganó con el 50.93% de los votos, evitando una segunda vuelta por un muy estrecho margen. El NDP obtuvo mayoría absoluta en ambas cámaras de la Legislatura. Los observadores declararon que la concurrencia a votar fue masiva, pero la participación oficial fue sospechosamente más baja de lo estimado, con un 55% del electorado emitiendo sufragio. Muchos observadores independientes declararon que el candidato del Partido de Acción Liberiana, Jackson Doe, fue quien ganó las elecciones, o que al menos Samuel Doe no obtuvo el porcentaje para ser elegido en primera vuelta, y que el porcentaje de participación fue reducido fraudulentamente para abultar el resultado del NDP. Más tarde se reveló que Samuel Doe había contado las boletas en un lugar secreto por un personal seleccionado cuidadosamente. El período posterior a las elecciones fue testigo del aumento de los abusos contra los derechos humanos, la corrupción y las tensiones étnicas, lo que en última instancia condujo al inicio de la primera guerra civil liberiana en 1989 y el derrocamiento y asesinato de Doe en 1990.

## Antecedentes
En los Estados Unidos, hubo un movimiento para reasentar a los negros nacidos libres y esclavos liberados que enfrentaban límites de legislación, en África y predominantemente en la zona actualmente conocida como Liberia, creyendo que los negros tendrían mejores oportunidades de libertad y desarrollo en África que en los Estados Unidos. La Sociedad Americana de Colonización fue fundada en 1816 en Washington D. C. para este propósito, por un grupo de prominentes políticos y esclavistas. Durante mediados del siglo XIX, hubo continuos enfrentamientos entre el gobierno colonial de Liberia y los comerciantes británicos de Sierra Leona, quienes alegaban que la colonia no tenía derecho a imponer impuestos. Las élites en la colonia querían convertir la misma en un país independiente para superar el problema. Se celebró un referéndum en 1846 para declarar la soberanía de la nación africana. El 26 de julio de 1847, la nación se declaró independiente sobre la base del voto popular y se convirtió así en el primer estado republicano de África, así como uno de los dos únicos países africanos que superaron el reparto colonial del continente en la década de 1880, junto con Etiopía. Aunque la constitución liberiana preveía una democracia multipartidista, la minoría americo-liberiana impuso por la fuerza su dominio político, social y económico a la población nativa. En 1869, se fundó el Partido Whig Auténtico (True Whig Party) o TWP basado en el Partido Whig de los Estados Unidos, y desde 1878 este monopolizó el poder político del país al desaparecer el Partido Republicano (último opositor coherente al TWP).
El TWP mantuvo el poder durante más de un siglo recurriendo al fraude electoral, y la verdadera lucha política se daba dentro del partido. Además, el voto permaneció restringido para la población americo-liberiana que, según el censo de 1962, no alcanzaba al 1% de la población total del país. Tras eliminar el límite de dos mandatos, el presidente William Tubman gobernó desde 1947 hasta su muerte en 1971 y su vicepresidente, William R. Tolbert tomó el poder y ganó las elecciones de 1975 como único candidato, aunque prometió reformas políticas. Según los historiadores, Tolbert centralizó el poder y los movimientos de reforma no lograron dar solución al tribalismo, el atraso económico y la falta de democracia. En nombre de las reformas, el salario de los funcionarios públicos y funcionarios del gobierno se dio por terminado por un año. Tolbert también continuó reprimiendo a la oposición, lo que llevó a un golpe de Estado. El sargento mayor, Samuel Doe, de etnia indígena, lideró a un grupo de conspiradores y llevó a cabo la primera interrupción del orden constitucional en la historia de Liberia, el 12 de abril de 1980. Según sus informes, el grupo quería arrestar a Tolbert y cuando se resistió, fue asesinado a tiros. Una operación contrarrevolucionaria el 16 de abril fue aplastada con eficacia y Doe tenía el control total del gobierno. El Consejo de Redención de Personas Militares (PRC, por sus siglas en inglés) de Doe declaró la ley marcial y tomó el control de todos los poderes legislativos y ejecutivos. Hubo muchas ejecuciones, corrupción desenfrenada, aumento de la tasa de empleo y disminución de las condiciones de salud. El PRC anunció en la Asamblea General de las Naciones Unidas que posiblemente las elecciones se celebrarían en 1983. Doe también construyó su imagen a nivel internacional al resolver los problemas fronterizos con los países vecinos y también prometió un juicio justo a la familia de Tolbert.

## Sistema electoral
La Legislatura de Liberia fue modelada con base en la Legislatura de los Estados Unidos. Es de naturaleza bicameral con un Senado y una Cámara de Representantes. Hay trece condados en el país y, según la población, cada condado tiene al menos dos representantes, mientras que el número total de miembros de la Cámara, incluyendo al presidente, es 64. Cada miembro representa un distrito electoral y es elegido mediante escrutinio mayoritario uninominal para un mandato de seis años con posibilidad de reelección. El Senado consta de 26 bancas, con dos senadores para cada uno de los trece condados, elegidos de la misma manera por simple mayoría de votos. El presidente del Senado es el vicepresidente de la República.
Para ser elegible como votante, los requisitos son ser ciudadano liberiano, tener 18 años de edad y registrarse en los registros electorales. Las personas que son de origen extranjero, están declarados como mentalmente insanos o hayan sido condenados por delitos no son elegibles. El criterio de elegibilidad para ser candidato de un partido político en la Cámara de Representantes fue la residencia en el país durante un año antes de las elecciones, ser un contribuyente y debe tener al menos 25 años de edad. El criterio de elegibilidad para ser candidato de un partido político en el Senado fue residencia en el país por un año continuo antes de las elecciones, contribuyente y tener 30 años de edad.

## Campaña
Durante la campaña, la oposición acusó al régimen militar de sesgo mediático a favor de Doe, y amenazó repetidas veces con boicotear los comicios (cosa que finalmente no sucedió). Entre los lemas de campaña de Doe, que fueron distribuidos por todo el país por empresas y medios estatales, estaban "La Elección del Pueblo" e "Hijo de la Tierra" (en referencia a su origen indígena).
Dos semanas antes de los comicios, Doe declaró públicamente que, si perdía las elecciones, no entregaría el poder y el ejército realizaría otro golpe de Estado en menos de dos semanas, postura que fue duramente criticada por la comunidad internacional y los partidos políticos participantes en los comicios.

## Jornada electoral
La jornada electoral fue sumamente irregular. Aunque las elecciones fueron en gran parte pacíficas, se vieron empañadas por denuncias de fraude generalizado. La concurrencia a votar fue, según el gobierno, masiva, y en varias mesas de votación se tuvo que extender el horario debido al amplio número de votantes. Gran parte de la población nativa era analfabeta y no había recibido ningún tipo de educación cívica de parte del gobierno, lo que provocó, según observadores, que muchos ciudadanos solicitaran ayuda para votar o declararan públicamente por qué candidato deseaban hacerlo, lo que dificultó la prevalencia del voto secreto. La oposición denunció que, en algunas mesas electorales, no se le permitió a la gente votar en privado de todas formas, a pesar de que la ley electoral lo estipulaba claramente.

## Resultados

### Elecciones presidenciales
|  | 50.93 % |

|  | 26.45 % |

|  | 11.55 % |

|  | 11.07 % |

|  | 100.0 % |

### Elecciones legislativas
|  | 50.95 % |

|  | 26.46 % |

|  | 11.56 % |

|  | 11.04 % |

## Consecuencias
Aunque no hubo una misión oficial de los Estados Unidos para validar la imparcialidad de las elecciones, el Subsecretario de Estado de los Estados Unidos, Chester A. Crocker, reconoció que había irregularidades generalizadas, pero señaló que el estrecho margen de victoria mostraba que la elección había sido en gran medida libre, y que las irregularidades se debían más a la falta de educación democrática del país. También señaló que las estaciones de radio y los periódicos proporcionaron una cobertura justa para las cuatro partes que compitieron. Doe fue juramentado el 6 de enero de 1986, y pocos días más tarde anunció la conformación de su gabinete, el 15 de enero.